# 1997-es magyar birkózóbajnokság
Az 1997-es magyar birkózóbajnokság a kilencvenedik magyar bajnokság volt. Ettől az évtől megváltoztatták a súlycsoportokat, az új súlycsoportok (2-vel kevesebb, mint eddig): 54 kg, 58 kg, 63 kg, 69 kg, 76 kg, 85 kg, 97 kg és 125 kg. A kötöttfogású bajnokságot április 5-én rendezték meg Marcaliban, a szabadfogású bajnokságot pedig március 15-én Miskolcon, az Egyetemi Sportcsarnokban.

## Eredmények

### Férfi kötöttfogás
| Versenyszám | Arany                     | Arany | Ezüst                           | Ezüst | Bronz                      | Bronz |
| ----------- | ------------------------- | ----- | ------------------------------- | ----- | -------------------------- | ----- |
| 54 kg       | Hamzók József Kalocsa SE  |       | Szurovszki István Kecskeméti TE |       | Bóna László Vasas SC       |       |
| 58 kg       | Majoros István Szegedi BE |       | Horváth András Kecskeméti TE    |       | Südi Gábor Bp. Spartacus   |       |
| 63 kg       | Megyes Mátyás Szegedi BE  |       | Koleszár Gábor Kaposvári NSE    |       | Rónai Péter Kecskeméti TE  |       |
| 69 kg       | Bajczik Sándor Szegedi BE |       | Füredy Levente BVSC-Ganz        |       | Györe István Bp. Spartacus |       |
| 76 kg       | Hirbik Csaba Újpesti TE   |       | Kismóni János Vasas SC          |       | Berzicza Tamás Zalahús SE  |       |
| 85 kg       | Takács Ferenc BVSC-Ganz   |       | Garamvölgyi Gábor Csepel SC     |       | Bárdosi Sándor BVSC-Ganz   |       |
| 97 kg       | Kaló Béla Újpesti TE      |       | Tóth János Szegedi BE           |       | Besze László Újpesti TE    |       |
| 125 kg      | Branda Gyula BVSC-Ganz    |       | Deák Bárdos Mihály Szegedi BE   |       | Gégény Csaba Újpesti TE    |       |

### Férfi szabadfogás
| Versenyszám | Arany                   | Arany | Ezüst                         | Ezüst | Bronz                         | Bronz |
| ----------- | ----------------------- | ----- | ----------------------------- | ----- | ----------------------------- | ----- |
| 54 kg       | Kiss Károly Szegedi BE  |       | Vígh András Diósgyőri BC      |       | Majer Roland Kecskeméti TE    |       |
| 58 kg       | Tihanics Tibor Vasas SC |       | Gordon Péter Kaposvári BC     |       | Gáspár András Ferencvárosi TC |       |
| 63 kg       | Bánkuti Zsolt Csepel SC |       | Dencsik István Vasas SC       |       | Márkus Rudolf Ferencvárosi TC |       |
| 69 kg       | Fórizs János Csepel SC  |       | Orbán József Szegedi BE       |       | Elekes Endre Csepel SC        |       |
| 76 kg       | Ritter Árpád Csepel SC  |       | Lakatos Győző Diósgyőri BC    |       | Haskó Árpád Kecskeméti TE     |       |
| 85 kg       | Dvorák László BVSC-Ganz |       | Barna Attila Diósgyőri BC     |       | Kapuvári Gábor Vasas SC       |       |
| 97 kg       | Bacsa Péter Csepel SC   |       | Ábrahám Tamás Csepel SC       |       | Robotka István Sziget SC      |       |
| 125 kg      | Gombos Zsolt Csepel SC  |       | Valentényi Sándor Dunaferr SE |       | Balogh Tibor BVSC-Ganz        |       |